# Axiocerses punicea
Axiocerses punicea är en fjärilsart som beskrevs av Smith 1889. Axiocerses punicea ingår i släktet Axiocerses och familjen juvelvingar. Inga underarter finns listade i Catalogue of Life.